# Henri Alméras
Pour les articles homonymes, voir Alméras.
Henri Alméras (1892-1965[réf. nécessaire]) est un parfumeur français. Il est surtout connu pour avoir créé plusieurs parfums pour Patou, parmi lesquels Amour Amour et Joy,,.
En 1914, il entre au service de Paul Poiret pour Les Parfums de Rosine.
En 1923, avec son beau-frère Raymond Barbas, le mari de Madeleine Patou, Jean Patou crée la division parfums de sa société de couture. En 1925, le premier « nez » en sera Henri Alméras.

## Parfums

### Les Parfums de Rosine
- Le Fruit Défendu (1918)[4]
- Arlequinade (1919)[5]

### Jean Patou
- Amour Amour (1925)
- Que Sais-Je? (1925)
- Adieu Sagesse (1925)
- Chaldée (1927)
- Huile de Chaldee (1927, A sun tanning oil)
- Le Sien (1929, A unisex fragrance)
- Moment Suprême (1929)
- Cocktail Dry (1930)
- Cocktail Bitter (1930)
- Cocktail Bitter Sweet (1930)
- Joy (1930)
- Invitation (1932)
- Divine Folie (1933)
- Normandie (1935)
- Vacances (1936)
- Colony (1938)
- L'Heure Attendue (1948)